# Open Harmonie mutuelle 2014
L'Open Harmonie mutuelle 2014 è stato un torneo di tennis facente parte della categoria ATP Challenger Tour nell'ambito dell'ATP Challenger Tour 2014. È stata l'11ª edizione del torneo che si è giocato a Saint-Brieuc in Francia dal 31 marzo al 6 aprile 2014 su campi in cemento indoor e aveva un montepremi di €42,500+H.

## Partecipanti singolare

### Teste di serie
| Nazionalità | Giocatore         | Ranking | Testa di serie |
| ----------- | ----------------- | ------- | -------------- |
| Francia     | Adrian Mannarino  | 80      | 1              |
| Russia      | Evgenij Donskoj   | 108     | 2              |
| Germania    | Michael Berrer    | 117     | 3              |
| Slovenia    | Aljaž Bedene      | 119     | 4              |
| Francia     | Marc Gicquel      | 134     | 5              |
| Francia     | David Guez        | 168     | 6              |
| Germania    | Andreas Beck      | 173     | 7              |
| Polonia     | Michał Przysiężny | 178     | 8              |

### Altri partecipanti
Giocatori che hanno ricevuto una wild card:
- Jules Marie
- Mathieu Rodrigues
- Enzo Couacaud
- Tristan Lamasine

Giocatori che sono passati dalle qualificazioni:
- Dominik Meffert
- David Rice
- Hugo Nys
- Toni Androić

## Partecipanti doppio

### Teste di serie
| Nazionalità | Giocatore       | Nazionalità | Giocatore         | Ranking* | Testa di serie |
| ----------- | --------------- | ----------- | ----------------- | -------- | -------------- |
| Regno Unito | Ken Skupski     | Regno Unito | Neal Skupski      | 137      | 1              |
| Australia   | Rameez Junaid   | Polonia     | Mateusz Kowalczyk | 159      | 2              |
| Russia      | Victor Baluda   | Germania    | Philipp Marx      | 218      | 3              |
| Germania    | Dominik Meffert | Germania    | Tim Pütz          | 293      | 4              |

### Altri partecipanti
Coppie che hanno ricevuto una wild card:
- Raphael Jannel /  Adrian Mannarino
- Grégoire Jacq /  Gleb Sakharov
- Tristan Lamasine /  Hugo Nys

## Vincitori

### Singolare
Andreas Beck ha battuto in finale  Grégoire Burquier con il punteggio di 7–5, 6–3

### Doppio
Dominik Meffert /  Tim Pütz hanno battuto in finale  Victor Baluda /  Philipp Marx con il punteggio di 6–4, 6–3